# Pombo musical
Pombo musical es un disco producido en 2008 por Carlos Alberto Vives Restrepo con la colaboración de artistas internacionales como Juanes y grupos musicales como Andrés Cabas, Fonseca, Aterciopelados, Distrito, Dúo Huellas, Verónica Orozco, Adriana Lucía, Andrés Cabas, Ilona, Colombita, Teto Ocampo, Guillermo Vives, Lucía Pulido, Grupo Cimarrón, Arias&Troller, Satiago Cruz, H2, Julio Nava e Iván Benavides para interpretar cuentos de Rafael Pombo que musicalizó Carlos Vives. El diseño gráfico de la producción fue realizado por Lucho Correa y Leo Espinosa.
Este disco es un homenaje a Rafael Pombo escritor y poeta Colombiano que destacó por sus fábulas y poemas infantiles. El disco abarca géneros musicales que incluyen la música llanera (Lucía Pulido), música tropical (Fonseca) o el rock pop (Juanes).
En el lanzamiento del disco Carlos Vives expresó lo siguiente:

«...yo solamente soy uno de los productores que trabajó en el disco... fue un sueño de varios músicos Bogotanos poder hacer Pombo Musical, yo me convertí un poquito en vocero de ellos para hacer el proyecto... las fábulas de Pombo, sus poesías de valores y verdades, nos lo describen a él siempre... el que trabaja para Pombo trabaja para los niños...»

Este disco ganó el Grammy Latino al Mejor Álbum Infantil en el 2009.

## Lista de canciones
1 «El modelo alfabético», por Carlos Vives, Dúo Huellas, Eduardo Arias y Karl Troller.

2 «El renacuajo paseador», por Andrea Echeverri, Lucía Pulido, Iván Benavides, Carlos Iván Medina, Bernardo Velasco, Ernesto Ocampo, Carlos Vives, Dúo Huellas, coros niños Fundación Batuta.

3 «El gato bandido», por Juanes.

4 «Mirringa mirronga», por Aterciopelados.

5 «El robánidos», por Fonseca, Dúo Huellas y Batuta.

6 «Pastorcita», por Verónica Orozco.

7 «El coche», por Distrito Especial.

8 «Dios y el alma», por Lucía Pulido.

9 «Juan Chunguero», por Cabas.

10 «Simón el bobito» (versión de «Simple Simon»), por Santiago Cruz, H2 y El Guajiro.

11 «El niño y la mariposa», por Adriana Lucía y Dúo Huellas.

12 «La pobre viejecita», por Guillermo Vives y Carlos Vives.

13 «La tía Pasitrote», por Ilona.

14 «Juan Matachín», por Julio Nava.